# Georg Thoféhrn

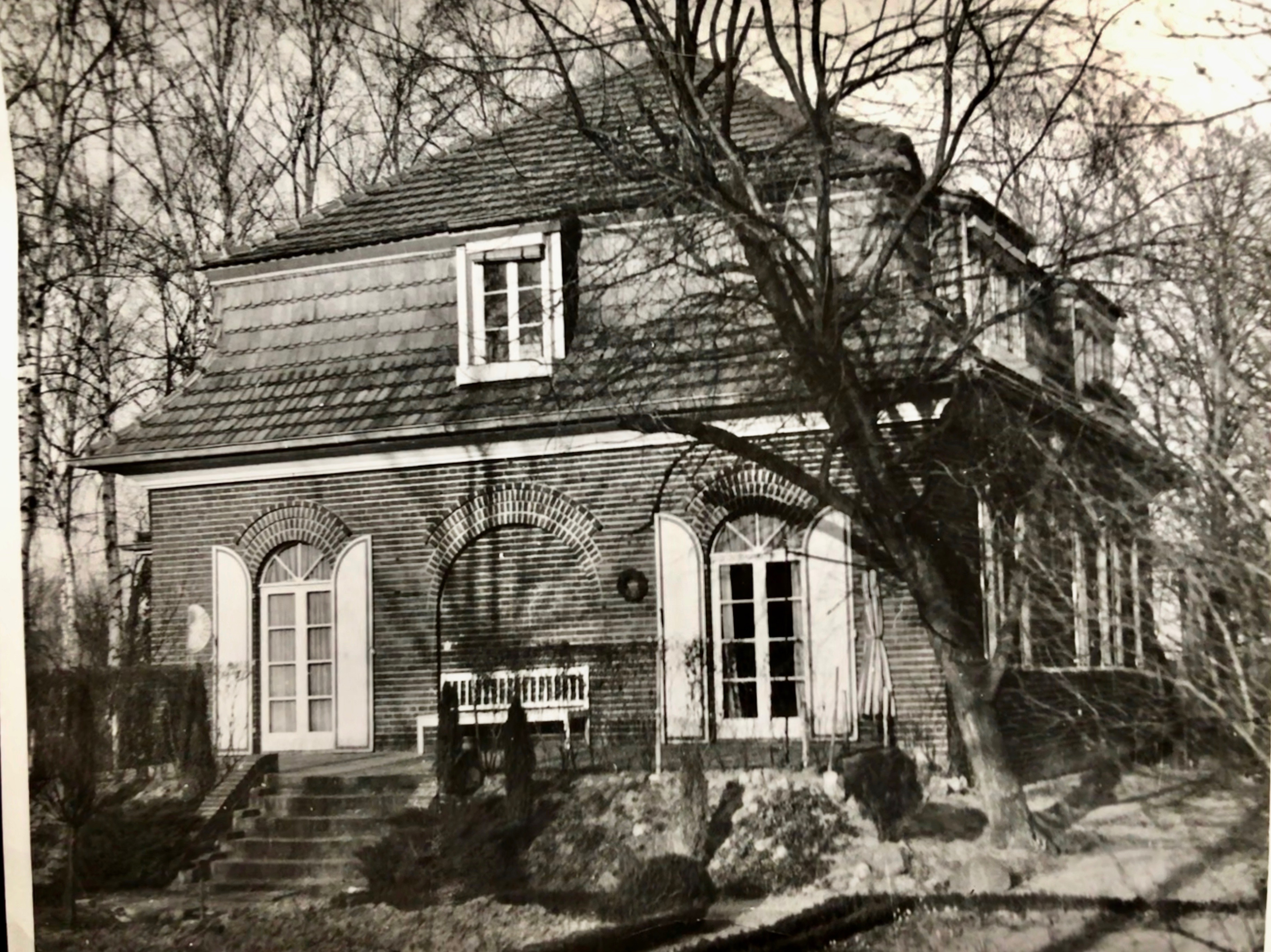
Private Villa Georg Thoféhrn Machnower Straße

Georg Adolf Carl Thoféhrn (* 22. Juni 1878 in Hannover; † 14. Dezember 1963 in Berlin-Zehlendorf) war ein deutscher Architekt.

## Leben
Thoféhrn war als freiberuflich tätiger Architekt Mitglied im Bund Deutscher Architekten. Sein Wohnhaus befand sich in Berlin-Zehlendorf, Machnower Straße 49.
Er gehörte dem Freundeskreis von Hermann Löns an, zu dem auch Hermann Knottnerus-Meyer, Hans Roediger und Walter Schliephacke zählten.

## Werk

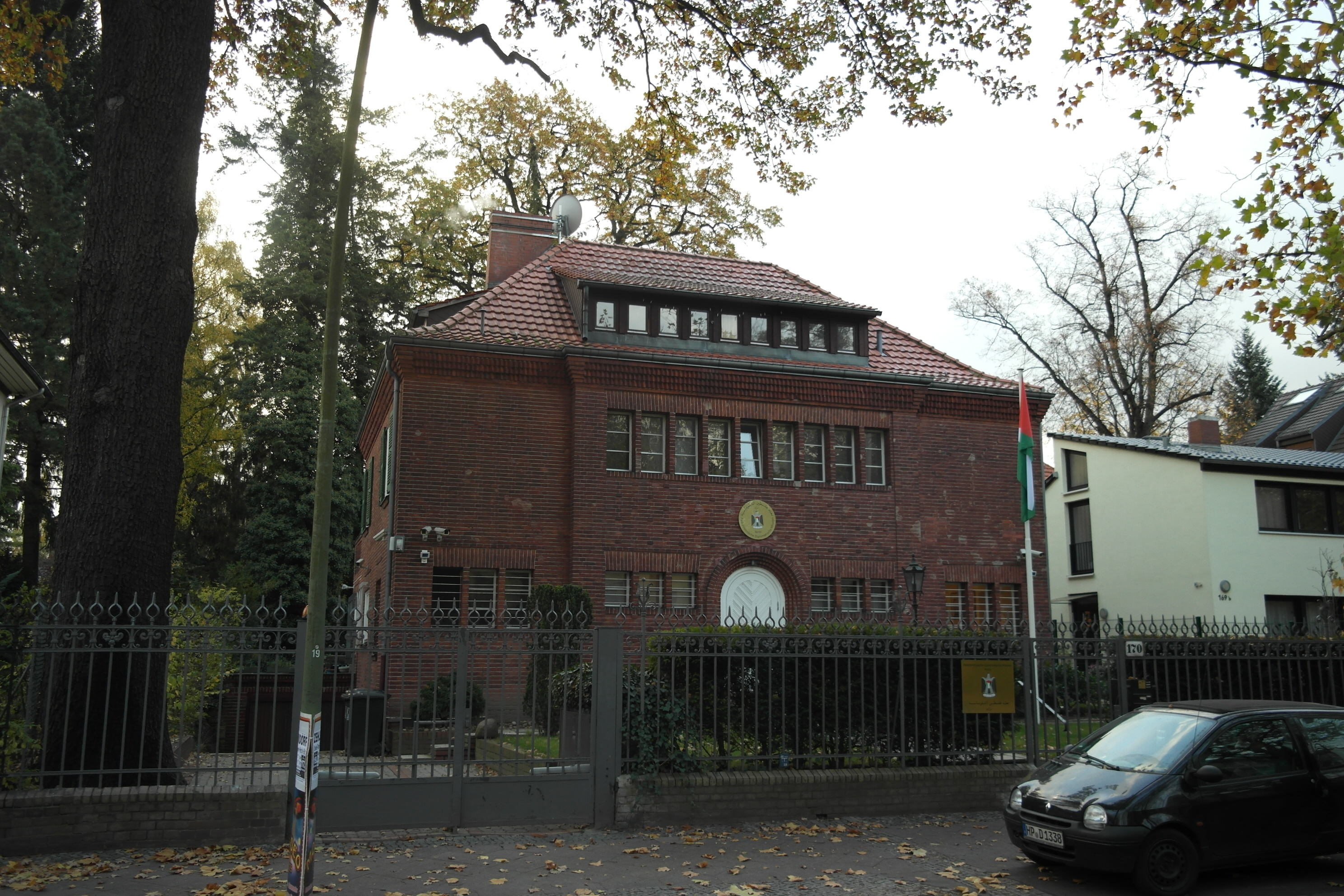
Wohnhaus Ostpreußendamm 170

Der erste ihm zugeschriebene Bau ist die 1904 erbaute „Planervilla“ in Hannover.
- 1904–1905: Herz-Jesu-Kirche in Hannover-Misburg
- 1907: Wohnhaus Reichensächser Straße 21 in Eschwege
- 1921: Eigene Villa im englischen Landhausstil in der Machnower Straße 49
- 1924: Doppelwohnhaus August-Bebel-Straße 10&11 in Potsdam-Babelsberg[5]
- 1927: Wohnhaus Schrockstraße 16/18 in Berlin-Zehlendorf
- 1929: Wohnhaus Berlin-Pankow, Kissingenviertel und Wohnanlage Zeppelin
- 1929: Wohnhaus Im Dol 51 in Berlin-Dahlem
- 1935–1936: Wohnhaus Karolinenstraße 10–16 in Berlin-Zehlendorf[6]
- 1935–1936: Wohnhaus Ostpreußendamm 170 in Berlin-Lichterfelde
- 1950–1954: Wiederaufbau der St.-Lukas-Kirche in Berlin

## Würdigung
„Sie [die Häuser in der Schrock- und Karolinenstraße] repräsentieren gestalterische Varianten eines Entwurfskonzeptes, das in eigenständiger Weise regionale Bautraditionen mit modernen Architekturprinzipien in Einklang bringt.“